# Rebecca Borga
Rebecca Borga (* 11. Juni 1998 in Treviso) ist eine italienische Sprinterin, die sich auf den 400-Meter-Lauf spezialisiert hat.

## Sportliche Laufbahn
Erste internationale Erfahrungen sammelte Rebecca Borga im Jahr 2015, als sie bei den Jugendweltmeisterschaften in Cali im 400-Meter-Lauf das Halbfinale erreichte und dort mit 56,56 s ausschied. Im Jahr darauf schied sie auch bei den U20-Weltmeisterschaften in Bydgoszcz mit 53,93 s über 400 Meter im Halbfinale aus und belegte mit der italienischen 4-mal-400-Meter-Staffel in 3:42,53 min den achten Platz. 2017 belegte sie dann bei den U20-Europameisterschaften in Eskilstuna in 53,91 s den sechsten Platz im Einzelbewerb sowie in 3:35,86 min auch mit der Staffel. 2018 gewann sie bei den U23-Mittelmeermeisterschaften in Jesolo in 53,40 s die Silbermedaille hinter der Französin Kellya Pauline und siegte mit der Staffel in 3:37,88 min. Im Jahr darauf klassierte sie sich bei den U23-Europameisterschaften im schwedischen Gävle mit 53,64 s auf dem achten Platz und erreichte mit der Staffel nach 3:36,96 min Rang fünf. 2021 schied sie dann bei den Halleneuropameisterschaften in Toruń mit 54,23 s im Halbfinale aus und belegte mit der Staffel in neuer Landesrekordzeit von 3:30,32 min den vierten Platz. Im August schied sie bei den Olympischen Sommerspielen in Tokio mit 3:30,32 min im Vorlauf der 4-mal-400-Meter-Staffel aus und verpasste auch in der Mixed-Staffel über 4-mal 400 Meter mit 3:13,51 min den Finaleinzug.
Bei den World Athletics Relays 2024 auf den Bahamas wurde sie in 3:27,51 min Sechste in der Finalrunde der Mixed-Staffel und sicherte damit dem italienischen Team einen Startplatz bei den Olympischen Spielen in Rom. Anschließend verhalf sie der Staffel bei den Europameisterschaften in Rom zum Finaleinzug.
2021 wurde Borga italienische Hallenmeisterin im 400-Meter-Lauf.

## Persönliche Bestzeiten
- 400 Meter: 52,25 s, 13. April 2024 in Florenz
  - 400 Meter (Halle): 52,69 s, 21. Februar 2021 in Ancona